# (3138) Ciney
(3138) Ciney es un asteroide perteneciente al cinturón de asteroides, descubierto el 22 de mayo de 1980 por Henri Debehogne desde el Observatorio de La Silla, Chile.

## Designación y nombre
Designado provisionalmente como 1980 KL. Fue nombrado Ciney en homenaje a la ciudad belga Ciney, donde el descubridor tiene una casa de campo.